# Clara Tauson
Clara Tauson (ur. 21 grudnia 2002 w Gentofte) – duńska tenisistka, mistrzyni juniorskiego Australian Open 2019 w grze pojedynczej, reprezentantka kraju w Pucharze Federacji.

## Kariera juniorska
W 2017 roku zwyciężyła w zawodach podczas olimpijskiego festiwalu młodzieży Europy.
W styczniu 2019 roku została rozstawiona z numerem 1. w grze pojedynczej w turnieju juniorskim Australian Open, który wygrała, pokonując w finale Leylah Annie Fernandez.

## Kariera seniorska
W 2016 roku, jako trzynastolatka, została najmłodszą w historii mistrzynią Danii w grze pojedynczej, pobijając tym samym rekord Caroline Wozniacki, która zdobyła ten tytuł w wieku czternastu lat.
W swojej karierze zwyciężyła w jedenastu turniejach rangi ITF w grze pojedynczej. Najwyżej w rankingu singlowym WTA notowana była na 15. miejscu (4 sierpnia 2025), natomiast w deblowym na 432. pozycji (21 lutego 2022).

## Historia występów wielkoszlemowych
Legenda
     W, wygrany turniej
     F, przegrana w finale
     SF, przegrana w półfinale
     QF, przegrana w ćwierćfinale
     xR, przegrana w x rundzie
     Qx, przegrana w x rundzie kwalifikacji
     A, brak startu
     NH, turniej nie odbył się

### Występy w grze pojedynczej
| Australian Open        | A   | A   | A   | A   | Q1 | 3R  | A  | 2R | 3R | 0 / 3  | 5 – 3   |  |  |  |  |  |  |  |  |  |  |  |  |  |  |  |
| French Open            | A   | A   | A   | 2R  | 2R | A   | 3R | 4R | 3R | 0 / 5  | 9 – 5   |  |  |  |  |  |  |  |  |  |  |  |  |  |  |  |
| Wimbledon              | A   | A   | A   | NH  | 1R | 1R  | Q3 | 1R | 4R | 0 / 4  | 3 – 4   |  |  |  |  |  |  |  |  |  |  |  |  |  |  |  |
| US Open                | A   | A   | A   | A   | 2R | 1R  | 2R | 2R |    | 0 / 4  | 3 – 4   |  |  |  |  |  |  |  |  |  |  |  |  |  |  |  |
|                        |     |     |     |     |    |     |    |    |    |        |         |  |  |  |  |  |  |  |  |  |  |  |  |  |  |  |
| Ranking na koniec roku | 938 | 863 | 267 | 152 | 44 | 128 | 85 | 52 |    | 0 / 16 | 20 – 16 |  |  |  |  |  |  |  |  |  |  |  |  |  |  |  |

### Występy w grze podwójnej
| Australian Open        | A | A | A | A   | A   | 1R  | A | A    | 1R | 0 / 2 | 0 – 2 |  |  |  |  |  |  |  |  |  |  |  |  |  |  |  |
| French Open            | A | A | A | A   | A   | A   | A | A    | 1R | 0 / 1 | 0 – 1 |  |  |  |  |  |  |  |  |  |  |  |  |  |  |  |
| Wimbledon              | A | A | A | NH  | 1R  | A   | A | 1R   | 2R | 0 / 3 | 1 – 3 |  |  |  |  |  |  |  |  |  |  |  |  |  |  |  |
| US Open                | A | A | A | A   | A   | 1R  | A | 1R   |    | 0 / 2 | 0 – 2 |  |  |  |  |  |  |  |  |  |  |  |  |  |  |  |
|                        |   |   |   |     |     |     |   |      |    |       |       |  |  |  |  |  |  |  |  |  |  |  |  |  |  |  |
| Ranking na koniec roku | – | – | – | 630 | 450 | 848 | – | 1027 |    | 0 / 8 | 1 – 8 |  |  |  |  |  |  |  |  |  |  |  |  |  |  |  |

### Występy w grze mieszanej
Clara Tauson nigdy nie startowała w rozgrywkach gry mieszanej podczas turniejów wielkoszlemowych.

## Finały turniejów WTA
| Legenda                   | Legenda |
| ------------------------- | ------- |
| Wielki Szlem              |         |
| Igrzyska olimpijskie      |         |
| WTA Tour Championships    |         |
| od 2021                   |         |
| WTA 1000 (obowiązkowe)    |         |
| WTA 1000 (nieobowiązkowe) |         |
| WTA 500                   |         |
| WTA 250                   |         |
| WTA 125                   |         |

### Gra pojedyncza 5 (3–2)
| Końcowy wynik | Nr | Data                 | Turniej    | Nawierzchnia  | Przeciwniczka     | Wynik finału  |
| ------------- | -- | -------------------- | ---------- | ------------- | ----------------- | ------------- |
| Zwyciężczyni  | 1. | 7 marca 2021         | Lyon       | Twarda (hala) | Viktorija Golubic | 6:3, 6:1      |
| Zwyciężczyni  | 2. | 19 września 2021     | Luksemburg | Twarda (hala) | Jeļena Ostapenko  | 6:3, 4:6, 6:4 |
| Finalistka    | 1. | 31 października 2021 | Courmayeur | Twarda (hala) | Donna Vekić       | 6:7(3), 2:6   |
| Zwyciężczyni  | 3. | 5 stycznia 2025      | Auckland   | Twarda        | Naomi Ōsaka       | 4:6, krecz    |
| Finalistka    | 2. | 22 lutego 2025       | Dubaj      | Twarda        | Mirra Andriejewa  | 6:7(1), 1:6   |

## Finały turniejów WTA 125

### Gra pojedyncza 4 (1–3)
| Końcowy wynik | Nr | Data                | Turniej  | Nawierzchnia  | Przeciwniczka     | Wynik finału  |
| ------------- | -- | ------------------- | -------- | ------------- | ----------------- | ------------- |
| Zwyciężczyni  | 1. | 21 sierpnia 2021    | Chicago  | Twarda        | Emma Raducanu     | 6:1, 2:6, 6:4 |
| Finalistka    | 1. | 17 grudnia 2022     | Limoges  | Twarda (hala) | Anhelina Kalinina | 3:6, 7:5, 4:6 |
| Finalistka    | 2. | 21 kwietnia 2024    | Oeiras   | Ceglana       | Suzan Lamens      | 4:6, 7:5, 4:6 |
| Finalistka    | 3. | 6 października 2024 | Hongkong | Twarda        | Ajla Tomljanović  | 6:4, 4:6, 4:6 |

## Finały turniejów ITF
| turnieje z pulą nagród 100 000 $ |
| turnieje z pulą nagród 80 000 $  |
| turnieje z pulą nagród 60 000 $  |
| turnieje z pulą nagród 40 000 $  |
| turnieje z pulą nagród 25 000 $  |
| turnieje z pulą nagród 15 000 $  |
| turnieje z pulą nagród 10 000 $  |

### Gra pojedyncza 15 (11–4)
| Rezultat     |     | Data       | Turniej       | ($)    | Naw.            | Przeciwniczka            | Wynik            |
| Finalistka   | 1.  | 29/10/2017 | Sztokholm     | 15 000 | Twarda (hala)   | Jacqueline Awad          | 4:6, 0:6         |
| Zwyciężczyni | 1.  | 05/11/2017 | Sztokholm     | 15 000 | Twarda (hala)   | Jekatierina Jaszyna      | 6:3, 6:2         |
| Zwyciężczyni | 2.  | 03/03/2019 | Monastyr      | 15 000 | Twarda          | Arianne Hartono          | 6:2, 6:1         |
| Zwyciężczyni | 3.  | 17/03/2019 | Shenzhen      | 60 000 | Twarda          | Liu Fangzhou             | 6:4, 6:3         |
| Zwyciężczyni | 4.  | 24/03/2019 | Xiamen        | 15 000 | Twarda          | Meiqi Guo                | 2:6, 6:3, 6:2    |
| Finalistka   | 2.  | 15/06/2019 | Kaltenkirchen | 15 000 | Ceglana         | Yūki Naitō               | 6:4, 4:6, 0:6    |
| Finalistka   | 3.  | 30/06/2019 | Darmstadt     | 25 000 | Ceglana         | Wolha Hawarcowa          | 1:6, 6:7(3)      |
| Zwyciężczyni | 5.  | 15/09/2019 | Metar         | 60 000 | Twarda          | Katharina Hobgarski      | 4:6, 6:3, 6:1    |
| Zwyciężczyni | 6.  | 23/02/2020 | Glasgow       | 25 000 | Twarda (hala)   | Wiktorija Tomowa         | 6:4, 6:0         |
| Zwyciężczyni | 7.  | 23/08/2020 | Oeiras        | 15 000 | Ceglana         | María Gutiérrez Carrasco | 6:3, 6:2         |
| Zwyciężczyni | 8.  | 23/01/2021 | Fujairah      | 25 000 | Twarda          | Viktorija Golubic        | 6:0, 4:6, 6:3    |
| Zwyciężczyni | 9.  | 21/02/2021 | Altenkirchen  | 25 000 | Dywanowa (hala) | Simona Waltert           | 3:6, 6:1, 6:3    |
| Zwyciężczyni | 10. | 04/12/2022 | Sëlva         | 25 000 | Twarda (hala)   | Emina Bektas             | 6:3, 7:5         |
| Zwyciężczyni | 11. | 19/02/2023 | Altenkirchen  | 60 000 | Dywanowa (hala) | Greet Minnen             | 7:6(5), 4:6, 6:2 |
| Finalistka   | 4.  | 26/03/2023 | Maribor       | 40 000 | Twarda          | Mai Hontama              | 4:6, 6:3, 4;6    |

### Gra podwójna 1 (0–1)
| Rezultat   |    | Data       | Turniej | ($)    | Naw.          | Partnerka   | Przeciwniczki                         | Wynik          |
| Finalistka | 1. | 22/02/2020 | Glasgow | 25 000 | Twarda (hala) | Lara Salden | Myrtille Georges Kimberley Zimmermann | 6:7(2), 6:7(5) |

## Występy w igrzyskach olimpijskich

### Gra pojedyncza
| Runda                                                                  | Przeciwniczka                 | Wynik    |
| ---------------------------------------------------------------------- | ----------------------------- | -------- |
|                                                                        |                               |          |
| Letnie Igrzyska Olimpijskie w Paryżu 2024, reprezentując państwo Dania |                               |          |
| I runda                                                                | Kanada: Bianca Andreescu [PR] | 2:6, 3:6 |

## Finały juniorskich turniejów wielkoszlemowych

### Gra pojedyncza
| Końcowy wynik | Rok  | Turniej         | Nawierzchnia | Przeciwniczka          | Wynik finału |
| Zwyciężczyni  | 2019 | Australian Open | Twarda       | Leylah Annie Fernandez | 6:4, 6:3     |